# Општина Коноп (Арад)
Коноп (рум. Conop) општина је у Румунији у округу Арад.
Oпштина се налази на надморској висини од 142 m.